# Pczińa
Pczińa (mac. Пчињa, trb. Pczińa, serb. Пчинја, Pčinja, alb. Pçinjë) – rzeka w południowej Serbii i w północnej Macedonii Północnej, lewy dopływ Wardaru w zlewisku Morza Egejskiego. Długość – 128 km (45 km w Serbii, 83 km w Macedonii Północnej), powierzchnia zlewni – 3.140 km² (1.247 km² w Serbii, 1.893 km² w Macedonii Północnej), średni przepływ u ujścia – 14 m³/s.
Pczińa powstaje koło wsi Radovnica z połączenia kilku potoków spływających z zachodnich zboczy pasma górskiego Dukat w Górach Bałkańskich. W początkowym biegu nosi nazwę Tripušnica. Płynie na zachód u północnych podnóży gór Kozjak, po czym skręca na południe przed barierą gór Rujen. Koło monasteru Prohor Pčinjski rzeka przecina granicę serbsko-macedońską. W Macedonii Pczińa przyjmuje swój największy dopływ Kriwą Rekę. Płynie na południe wzdłuż zachodnich zboczy gór Gradisztanska i uchodzi do Wardaru w połowie drogi między Skopje a Wełesem.